# Thalassarche carteri
El albatros pico amarillo del Índico (Thalassarche carteri) es una especie de ave marina procelariforme del género Thalassarche, de la familia Diomedeidae.

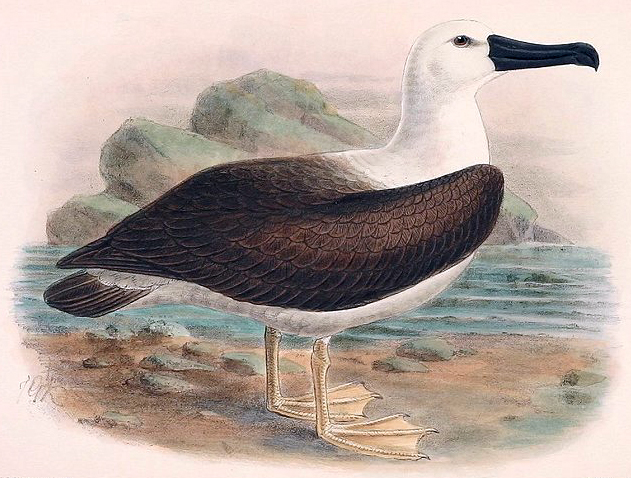
Ilustración de un ejemplar de esta especie hecha por John Gerrard Keulemans.

## Taxonomía
Este taxón fue descrito originalmente en el año 1903 por el zoólogo británico Lionel Walter Rothschild, 2.º barón Rothschild. Fue considerada una subespecie de Thalassarche chlororhynchos, es decir: Thalassarche chlororhynchos carteri.

## Características
Esta especie tiene promedios de 76 cm de largo total, pesos de 2,55 kg, y una envergadura de 200 cm. El adulto tiene la cabeza de color blanco o gris pálido, con gris oscuro en el manto, el dorsal de las alas y la cola. Lo ventral y la rabadilla es blanco, color que en la parte inferior de las alas presenta las plumas con la punta de color negro y con un margen estrecho negro en el borde de ataque. El pico es negro con el sector superior de color amarillo y una mancha roja en su extremo. Es difícil de distinguir de las especies relacionadas Thalassarche chrysostoma y Thalassarche chlororhynchos, del que fue considerado una subespecie. De este último T. carteri puede ser separado por el gris de la cabeza que es más claro.

## Distribución y conservación
Esta especie se reproduce en pequeñas islas del océano Índico meridional: en las islas del Príncipe Eduardo, en las islas Crozet, en las islas Kerguelen, en la isla de Ámsterdam (en los Acantilados de Entrecasteaux, de 700 metros de altura al oeste de la isla) y en la isla de San Pablo. Durante la incubación los padres emprenden largos viajes de alimentación de hasta 1500 km desde la colonia, entre Sudáfrica y las aguas del océano Pacífico de Nueva Zelanda.
Cuenta con una población estimada en 41 580 parejas reproductoras, y aproximadamente 160 000 ejemplares en total. Su población decrece a raíz de que sufre una alta mortandad por enganches accidentales fruto de la acción de la pesca comercial.